# Галоян, Ашот Карленович
Ашо́т Карле́нович Галоя́н (арм. Աշոտ Կարլենի Գալոյան, 9 июня 1956, Ванадзор) — армянский дипломат.
- 1974—1979 — Ереванский государственный университет. Историк, доктор исторических наук, профессор.
- 1979—1983 — работал помощником ректора Ереванского государственного университета.
- 1983—1986 — секретарь комитета ЛКСМ Ереванского государственного университета.
- 1986—1987 — преподаватель Ереванского государственного университета.
- 1987—1993 — приглашённый исследователь фонда «Айрекс», преподавал в США.
- 1993—1997 — преподавал в Калифорнийском университете.
- 1997—1998 — преподавал в Ереванском университете им. Грачья Ачаряна.
- 1998—1999 — преподаватель Американского университета Армении.
- 1999—2003 — был депутатом парламента. Член постоянной комиссии по внешним связям. Беспартийный.
- С 2001 — член армянской делегации совета Европы.
- 2003—2005 — советник министра иностранных дел Армении, представитель Армении в GRECO («группа стран против коррупции»). Автор 30 научных статьей.
- 2005—2006 — был послом Армении в Польше.
- С апреля 2006 по январь 2014 — посол Армении в Польше.
- С апреля 2006 по январь 2012 - по совместительству в Эстонии, Литве и Латвии.
- С января 2014 — посол Армении в Бразилии.